# Mississippi (stato)
Il Mississippi (/missisˈsippi/; in inglese , /mɪsɨˈsɪpi/) è uno Stato federato degli Stati Uniti d'America (sigla = MS). La sua capitale e città più popolosa è Jackson.

## Origine del nome
Lo Stato prende nome dal fiume Mississippi, che scorre lungo il confine occidentale e deriva a sua volta dal termine nativo misi-ziibi, che significa "grande fiume". Il suo soprannome è "The Magnolia State" o "The Hospitality State", in riferimento alla tradizionale ospitalità degli abitanti.

## Storia
Il territorio appartenne alla colonia della Louisiana francese dal 1682, finché nel 1763 fu inglese e successivamente annesso ai possedimenti spagnoli (1781-98), seguendo le sorti della Louisiana.
Annesso come territorio degli Stati Uniti nel 1798, fu ampliato con le varie cessioni di territorio della Carolina del Sud e della Georgia. Suddiviso poi in due parti, quella occidentale si costituì come stato ed entrò nell'Unione il 10 dicembre 1817. Nel 1861 fu il secondo Stato secessionista.
Il Mississippi fu l'ultimo Stato americano ad avere avuto nella bandiera statale la croce confederata. La vecchia bandiera è stata sostituita nel 2020 a favore di quella attuale. È interessante il fatto che anche le bandiere dell'Arkansas, della Georgia e della città di Montgomery, in Alabama, abbiano riferimenti alla simbologia sudista: la bandiera della Georgia è molto simile alla prima bandiera degli Stati Confederati d'America approvata nel 1861 e soprannominata "Stars and Bars", mentre le bandiere dell'Arkansas e di Montgomery hanno somiglianze con il cantone della "Stainless Banner", approvata nel 1863.
In seguito alle proteste scaturite dalla morte di George Floyd si è riaperto il dibattito riguardante l'inconvenienza di mostrare tale simbolo nella bandiera; il 28 giugno 2020 il Parlamento ha abrogato l'articolo del Codice statale del Mississippi che definiva la bandiera, istituendo altresì una commissione per disegnare una nuova bandiera senza la croce confederata e contenente il motto In God We Trust. Il 30 giugno 2020 il governatore repubblicano, Tate Reeves, ha promulgato la legge di abrogazione.
Nonostante il suo passato segregazionista, legato a personaggi come il democratico conservatore Ross Barnett, governatore razzista durante l'amministrazione Kennedy, il Mississippi risulta essere uno degli Stati americani in cui i cittadini afroamericani ricoprono in proporzione il maggior numero di cariche pubbliche.

## Geografia fisica
Il Mississippi confina a nord con il Tennessee, a est con l'Alabama, a sud con la Louisiana e con il golfo del Messico e a ovest con l'Arkansas. Lo stato del Mississippi è ricoperto da molte foreste e la vasta rete fluviale contiene una grande quantità di pesci gatto; è inoltre conosciuto per il suo simbolo, la magnolia.
Oltre al fiume Mississippi, altri importanti corsi d'acqua sono il Big Black River, il Pearl River, lo Yazoo, il Pascagoula e il Tombigbee. I maggiori laghi sono il Ross Barnett Reservoir, l'Arkabutla, il Sardis Lake e il Grenada Lake. Il territorio è totalmente pianeggiante e, come detto, ricoperto da molte foreste; la montagna di Woodall, all'interno della catena degli Appalachi, è il punto più elevato, con i suoi 246 m s.l.m., mentre il punto più basso è la costa del Golfez.
La maggior parte del territorio del Mississippi fa parte della Piana Costiera del Golfo Orientale. La piana costiera è generalmente ricoperta da basse colline, mentre nel nord-est è possibile invece trovare colli con cime più elevate. La linea costiera include larghe baie come quella di San Louis, quella di Biloxi e quella di Pascagoula.

## Cultura
Come la maggior parte degli Stati degli Stati Uniti, il Mississippi presenta culture eterogenee. La popolazione del Mississippi, in particolare, comprende gruppi di italiani, libanesi, africani, irlandesi e cinesi. Inoltre è famoso per essere stato la patria di musicisti come Elvis Presley, Robert Johnson e molti altri.

## Società

### Città
La città più popolosa è la capitale Jackson, tutte le altre sono sotto i 100 000 abitanti.
Da una stima del 1º luglio 2007 queste sono le prime 10 città per numero di abitanti:
1. Jackson,175 710
2. Gulfport, 66 271
3. Hattiesburg,50 233
4. Biloxi, 44 292
5. Southaven, 42 567
6. Meridian, 39 314
7. Greenville, 36 178
8. Tupelo, 36 058
9. Olive Branch, 30 635
10. Clinton, 26 405

### Religioni
|                           |                           |  |     |     |
| ------------------------- | ------------------------- |  | --- | --- |
| protestanti evangelici    | protestanti evangelici    |  | 41% | 41% |
| protestanti afroamericani | protestanti afroamericani |  | 24% | 24% |
| altri protestanti         | altri protestanti         |  | 12% | 12% |
| Cattolicesimo             | Cattolicesimo             |  | 4%  | 4%  |
| Mormonismo                | Mormonismo                |  | 1%  | 1%  |
| altri cristiani           | altri cristiani           |  | 1%  | 1%  |
| Altri                     | Altri                     |  | 3%  | 3%  |
| Non affiliati             | Non affiliati             |  | 14% | 14% |

## Economia

### Turismo
Il turismo è soprattutto legato al fiume Mississippi.